# David Janer
David Janer Oliveras (Granollers, de la provincia de Barcelona, 5 de mayo de 1973) es un actor español conocido, entre otros papeles, por protagonizar la serie de TVE1 Águila Roja.

## Biografía
Tras finalizar sus estudios de Informática en el Centre d’Estudis Politècnics de Barcelona, se matricula en el Centro de Actividades Escénicas La Saleta de su ciudad natal, Granollers. Allí participaría en sus dos primeros espectáculos teatrales, El manuscrito del teniente y El sueño de una noche de verano. Más tarde estuvo ligado a la escuela Carlos Lasarte, donde recibió cursos de interpretación que compaginaba con trabajos temporales.
Sus primeras oportunidades le llegan de la mano de la televisión autonómica catalana, Televisió de Catalunya, canal al que ha estado ligado durante toda su carrera y donde participaría en proyectos como Temps de Silenci o Laberint d’ombres entre otros.
En 2001 es elegido para encabezar junto a Begoña Maestre la segunda pandilla protagonista de la serie Compañeros tras la marcha de Antonio Hortelano, Eva Santolaria y compañía. Es su personaje de Martín Bermejo, que interpretaría durante dos temporadas, el que le proporcionaría gran popularidad entre el público adolescente.
Entre sus proyectos cinematográficos destacan Anita no pierde el tren —dirigida por Ventura Pons y protagonizada por José Coronado y Rosa María Sardá—, o Entre vivir y soñar —dirigida por Alfonso Albacete y David Menkes—, y protagonizada por Carmen Maura y dos actrices que también pasaron por Compañeros: Elena de Frutos y Duna Jové.
En 2006 colaboró en varios capítulos de Mesa para cinco, serie de La Sexta, y en 2007 entra a formar parte del reparto de Los hombres de Paco, de Antena 3, como investigador de asuntos internos.
En el teatro participó en Celobert junto a Josep María Pou y Marta Calvó. En publicidad participó en spots para la DGT o El Corte Inglés, entre otros. También apareció en el videoclip de la canción San Pedro del grupo Revólver.
Entre 2009 y 2016 interpretó el papel de Gonzalo de Montalvo en la exitosa serie de Televisión Española Águila Roja, papel que más popularidad le ha otorgado hasta la fecha, protagonizando también la película del mismo nombre basada libremente en la serie, Águila Roja.
En 2017 graba para TVE Los habitantes de la casa deshabitada, con el personaje de Diego, basada en la obra de Enrique Jardiel Poncela. Un año más tarde (2018) protagoniza junto a Silvia Marty la comedia teatral Una vez al año. En 2020 participa en Luimelia, serie de Atresplayer.
En 2019 incorpora al reparto de la serie de Antena 3, Amar es para siempre como Guillermo Galán, donde estuvo hasta 2023. A principios de 2024 volvió a la serie con motivo del final.

## Vida personal
Mantuvo una relación con la periodista catalana Sandra Sabatés entre 2014 y 2018.
Estudió Filosofía por la UNED.

## Trayectoria

### Televisión
| Año                     | Serie                                 | Personaje                 | Cadena                           | Notas                                          |
| 2000                    | Atrapa-la                             | Bernat                    | TV3                              | TV movie, Dir. Dominic Harari y Teresa Pelegri |
| 2000                    | Laberint d'ombres                     | Òscar                     | TV3                              | 48 episodios                                   |
| 2001                    | Temps de silenci                      | Roger Gutiérrez           | TV3                              | 1 episodio: Infiltrats                         |
| 2001 - 2002             | Des del balcó                         | Ignasi Costa              | TV3                              | 1 episodio                                     |
| 2001 - 2002             | Compañeros                            | Martín Bermejo            | Antena 3                         | 27 episodios                                   |
| 2003                    | L'escala de diamants                  | Sebas                     | TV3                              | TV Movie, Dir. Jordi Marcos                    |
| 2003                    | Iris TV                               | Ariel                     | TV3                              | TV Movie, Dir. Xavier Manich                   |
| 2003                    | 16 dobles                             | Roger Gutiérrez           | TV3                              | 8 episodios                                    |
| 2004                    | De moda                               | Carlos                    | TV3, ETB-2, Telemadrid y Canal 9 | 1 episodio: Educando a Dani                    |
| 2004 - 2005             | El cor de la ciutat                   | Àlex Benito Andrade       | TV3                              | 70 episodios                                   |
| 2006                    | Mar de fons                           | Carles Revert             | TV3                              | 9 episodios                                    |
| 2006                    | Mesa para cinco                       | Raúl                      | La Sexta                         | 6 episodios                                    |
| 2007                    | Los hombres de Paco                   | Carlos Pacheco            | Antena 3                         | 14 episodios                                   |
| 2007                    | Cuenta atrás                          | Alfredo Solís             | Cuatro                           | 1 episodio: Instituto Bretón, 09:23 horas      |
| 2009 - 2016             | Águila Roja                           | Gonzalo de Montalvo       | La 1                             | 116 episodios                                  |
| 2014                    | El crac                               | Él mismo                  | TV3                              | 1 episodio: El gran combat                     |
| 2018                    | Los habitantes de la casa deshabitada | Diego                     | La 2                             | TV movie, Dir. Marisa Paniagua                 |
| 2019 - 2022; 2023; 2024 | Amar es para siempre                  | Guillermo Galán Barrios   | Antena 3                         | 658 episodios                                  |
| 2020                    | #Luimelia                             | Actor de Amar Eternamente | Atresplayer Premium              | 1 episodio: #BoicotLurelia                     |

### Cine
- Anita no pierde el tren (2001), de Ventura Pons - Chico del supermercado
- Entre vivir y soñar (2004), de Alfonso Albacete y David Menkes - Pierre (joven)
- Los girasoles ciegos (2008), de José Luis Cuerda - Falangista
- Águila Roja: la película (2011), de José Ramón Ayerra y Daniel Écija - Gonzalo de Montalvo / Águila Roja

### Música
- San Pedro de Revólver

### Teatro
- El manuscrito del teniente.
- La enfermedad de la juventud.
- El sueño de una noche de verano (1998-1999).
- Celobert (2002-2004).
- Tape (2004).
- Una vez al año (2018).

## Premios y candidaturas
Fotogramas de Plata
| Año  | Categoría                 | Película/serie/montaje | Resultado |
| ---- | ------------------------- | ---------------------- | --------- |
| 2010 | Mejor actor de televisión | Águila Roja            | Candidato |

Premios Protagonistas
| Año  | Categoría  | Película/serie/montaje | Resultado |
| ---- | ---------- | ---------------------- | --------- |
| 2010 | Televisión | Águila Roja            | Ganador   |

TP de Oro
| Año  | Categoría | Serie       | Resultado |
| ---- | --------- | ----------- | --------- |
| 2001 | Actor     | Compañeros  | Candidato |
| 2010 | Actor     | Águila Roja | Candidato |
| 2011 | Actor     | Águila Roja | Ganador   |

Premios CineyMás
| Año       | Categoría   | Película/serie/montaje | Resultado |
| --------- | ----------- | ---------------------- | --------- |
| 2010/2011 | Mejor actor | Águila Roja            | Ganador   |